# Xiutetelco
San Juan Xiutetelco es una localidad del estado mexicano de Puebla. Es cabecera del municipio de Xiutetelco.Y es parte de la zona metropolitana de Teziutlán.

## Toponimia
El nombre «San Juan» hace referencia al santo patrono de la localidad: Juan el Bautista. El nombre «Xiutetelco» proviene de los términos en náhuatl xiuhtla, yerba; tetelli, pirámide; y co, lugar. Su significado es «pirámide donde hay muchas hierbas».

## Demografía
| Gráfica de evolución demográfica |
|                                  |

| Censo | Población |
| ----- | --------- |
| 1900  | 4 315     |
| 1910  | 5 268     |
| 1921  | 4 505     |
| 1930  | 5 159     |
| 1940  | 1 877     |
| 1950  | 3 424     |
| 1960  | 4 603     |
| 1970  | 3 306     |
| 1980  | 4 563     |
| 1990  | 4 982     |
| 1995  | 5 800     |
| 2000  | 6 408     |
| 2005  | 7 861     |
| 2010  | 8 251     |
| 2020  | 9 490     |